# Baron24
Baron24 (tytuł zapisywany też jako BarON24) – polski serial komediowy w reżyserii Adka Drabińskiego, emitowany w TVP2 od 7 marca do 13 czerwca 2014 roku. W rolach głównych występują Tomasz Karolak i Izabela Kuna. Serial został zrealizowany na podstawie polskiego oryginalnego scenariusza. Produkcja zastępowała emitowany w piątkowe wieczory serial Rodzinka.pl.
Ze względu na niską oglądalność TVP2 nie przedłużyła serialu o drugi sezon.

## Fabuła
Mirosław Baron prowadzi pod Radomiem niewielką stację benzynową z kłopotami finansowymi. Ma żonę Sylwię i córkę Paulę, inteligentną i błyskotliwą dziewiętnastolatkę, która marzy o wyrwaniu się z prowincji do wielkiego miasta. Podkochuje się w niej Mateusz, pracownik stacji benzynowej.

## Obsada
| Aktor                 | Rola          | Odcinki                        |
| --------------------- | ------------- | ------------------------------ |
| Tomasz Karolak        | Mirek Baron   | 1-26                           |
| Izabela Kuna          | Sylwia Baron  | 1-5,7,9-18,20-26               |
| Iwona Bielska         | Teresa        | 2-4,7-10,12-13,17,20,22-26     |
| Weronika Humaj        | Paulina Baron | 1-26                           |
| Michał Meyer          | Mateusz       | 1-26                           |
| Piotr Cyrwus          | Zdzisio       | 1,3-7,10-12,14                 |
| Wojciech Mecwaldowski | Staszek       | 3,6,8,11-12,14-16,18,20,25-26  |
| Cezary Kosiński       | Komornik      | 1-3,5,11-13,20-21,25-26        |
| Krzysztof Kamiński    | żul Teodor    | 5-6,8,10-12,15,17-21,23-24,26  |
| Rafał Rutkowski       | Grześ         | 3,8-10,13-14,16,19,21,23,25-26 |
| Paweł Burczyk         | dziennikarz   | 4-6,11,14,16,18-20,22,26       |

## Role gościnne
- Oskar Hamerski – jako dziwny facet (odcinki: 1-2,12)
- Piotr Tołoczko – jako kandydat na pracownika (odcinek: 1)
- Daniel Dziorek – jako kandydat na pracownika (odcinek: 1)
- Grzegorz Żaglewski – jako kandydat na pracownika (odcinek: 1), dostawca (odcinek: 24)
- Marcin Nowicki – jako pijany kierowca (odcinek: 2)
- Katarzyna Pientowska – jako klientka na stacji (odcinek: 2)
- Agnieszka Witkowska – jako klientka na stacji (odcinek: 2)
- Michał Zieliński – jako klient na stacji (odcinek: 2)
- Hayk Gasparyan – jako arabski szejk (odcinek: 4)
- Amin Bensalem – jako asystent szejka (odcinek: 4)
- Sebastian Stankiewicz – jako wspólnik szejka (odcinek: 4)
- Henryk Gołębiewski – jako Stanisław Wawrzyniak (odcinek: 4)
- Szymon Nowak – jako policjant (odcinki: 4,5)
- Ksawery Bajon – jako dziennikarz (odcinek: 5)
- Tomasz Drabek – jako dziennikarz (odcinek: 5)
- Agnieszka Przepiórska – jako Magdalena Mykut (odcinek: 5)
- Andrzej Deskur – jako burmistrz (odcinki: 6,14,26)
- Piotr Dąbrowski – jako minister (odcinki: 6,25)
- Krzysztof Franieczek – jako profesor Szatkowski (odcinek: 6)
- Arkadiusz Smoleński – jako ekolog Maciek (odcinki: 6,22,26)
- Filip Kosior – jako ekolog (odcinki: 6,22,26)
- Tomasz Dedek – jako Bolek Cybula (odcinek: 7)
- Krystian Biłko – jako Boguś Cybula (odcinek: 7)
- Zbigniew Paterak – jako Helmut (odcinek: 8)
- Artur Wower – jako klient na stacji (odcinki: 8,9,11)
- Paweł Iwanicki – jako Czarek Czyjarek (odcinek: 9)
- Agata Załęcka – jako klientka na stacji (odcinek: 9,26)
- Sławomir Pacek – jako ekspert od zdrad (odcinek: 10)
- Mateusz Siwek – jako klient na stacji (odcinek: 10)
- Monika Przybysz – jako dziewczyna Grzesia (odcinek: 10)
- Sebastian Żakowski – jako sprzedawca garnków (odcinek: 12)
- Sylwia Arnesen – jako niedoszła mężatka (odcinek: 13,26)
- Rafał Iwaniuk – jako „Małpa” (odcinki: 13,20-21,26)
- Paweł Krawczyk – jako „Świrus” (odcinki: 13,20-21,26)
- Grzegorz Stelmaszewski – jako więzień (odcinek: 13)
- Rafał Sieradzki – jako Johnny Silence (odcinek: 14)
- Phillip Lenkowsky – jako producent (odcinek: 14,26)
- Sebastian Perdek – jako agent Silence’a (odcinek: 14)
- Michał Piela – jako mężczyzna w aucie (odcinek: 15,26)[2]
- Mariusz Czajka – jako inspektor Waldemar Mazut (odcinek: 16)
- Wojciech Droszczyński – jako ksiądz (odcinek: 17)
- Anna Gaj – jako klientka na stacji (odcinek: 17)
- Robert Rozmus – jako Maciej Kaliszuk, szef Staszka (odcinek: 18)
- Adam Graczyk – jako doktor Misiura (odcinek: 19)
- Rafał Fudalej – jako klient na stacji (odcinek: 19)
- Ireneusz Kozioł – jako dyrektor banku (odcinek: 20-21)
- Jerzy Słonka – jako uzdrowiciel Leszek Ślepak (odcinek: 21,26)
- Norbi – jako on sam (odcinek: 22,26)
- Artur Główka – jako uczestnik imprezy (odcinek: 22)
- Aleksandra Skrobot – jako uczestniczka imprezy (odcinek: 22)
- Joanna Zawadzka – jako uczestniczka imprezy (odcinek: 22)
- Piotr Świętochowski – jako uczestnik imprezy (odcinek: 22)
- Daniel Pruszkowski – jako uczestnik imprezy (odcinek: 22)
- Marzena Kobiałko – jako uczestniczka imprezy (odcinek: 22)
- Barbara Zawadka – jako starsza pani (odcinek: 22)
- Tadeusz Zawadka – jako starszy pan (odcinek: 22)
- Paulina Marciniak – jako uczestniczka imprezy (odcinek: 22)
- Mirosław Kowalczyk – jako klient z punktami (odcinek: 22)
- Roksana Krzemińska – jako „Groszek”, dziewczyna Grzesia (odcinek: 23)
- Małgorzata Liwinska – jako klientka na stacji (odcinek: 23)
- Karolina Nowakowska – jako Kasia (odcinek: 23)
- Violetta Kołakowska – jako Gabrysia, przyjaciółka Sylwii (odcinek: 24,26)
- Mateusz Rusin – jako rajdowiec, narzeczony Gabrysi (odcinek: 24)
- Teresa Gałczyńska – jako klientka w okresie menopauzy (odcinek: 24,26)
- Anna Smołowik – jako klientka na stacji (odcinek: 25)
- Marek Galas jako klient na stacji (odcinek: 25)
- Dariusz Jakubowski jako wspólnik Staszka Rybskiego (odcinek: 25)
- Paulina Gorzynik jako klientka na stacji (odcinek: 25)
- Katarzyna Arkuszyńska jako klientka na stacji (odcinek: 25)
- Katarzyna Czapla jako klientka na stacji (odcinek: 26)
- Sebastian Kazubski jako klient na stacji (odcinek: 26)

## Spis serii
| Seria | Sezon       | Odcinki   | Premiera serii | Finał serii     | Pora emisji          | Średnia oglądalność |
| ----- | ----------- | --------- | -------------- | --------------- | -------------------- | ------------------- |
| 1.    | wiosna 2014 | 1–26 (26) | 7 marca 2014   | 13 czerwca 2014 | piątek 20:40 i 21:10 | 890 tys.            |

## Spis odcinków
| Premiera odcinka      | Nr | Polski tytuł                 |
| --------------------- | -- | ---------------------------- |
|                       |    |                              |
| SERIA PIERWSZA (2014) |    |                              |
|                       |    |                              |
| 07.03.2014            | 01 | Kto się boi komornika?       |
|                       |    |                              |
| 07.03.2014            | 02 | Dzień próby                  |
|                       |    |                              |
| 14.03.2014            | 03 | Człowiek w masce             |
|                       |    |                              |
| 14.03.2014            | 04 | Nocna zmiana                 |
|                       |    |                              |
| 21.03.2014            | 05 | Protest                      |
|                       |    |                              |
| 21.03.2014            | 06 | Ślimak                       |
|                       |    |                              |
| 28.03.2014            | 07 | Kandydat na męża             |
|                       |    |                              |
| 28.03.2014            | 08 | Francuski skarb              |
|                       |    |                              |
| 04.04.2014            | 09 | Pijane kury                  |
|                       |    |                              |
| 04.04.2014            | 10 | Zdrada                       |
|                       |    |                              |
| 11.04.2014            | 11 | Apetyt na ogórki             |
|                       |    |                              |
| 11.04.2014            | 12 | Teściowa w sieci             |
|                       |    |                              |
| 25.04.2014            | 13 | Jednoręki bandyta            |
|                       |    |                              |
| 25.04.2014            | 14 | Święto kina                  |
|                       |    |                              |
| 09.05.2014            | 15 | Potęga miłości               |
|                       |    |                              |
| 09.05.2014            | 16 | Samochód w życiu mężczyzny   |
|                       |    |                              |
| 16.05.2014            | 17 | Dziewczyna z plakatu         |
|                       |    |                              |
| 16.05.2014            | 18 | Czuj duch                    |
|                       |    |                              |
| 23.05.2014            | 19 | Hot – dog                    |
|                       |    |                              |
| 23.05.2014            | 20 | Gwiazdka w przewodniku       |
|                       |    |                              |
| 30.05.2014            | 21 | Uzdrowiciel                  |
|                       |    |                              |
| 30.05.2014            | 22 | Impreza                      |
|                       |    |                              |
| 06.06.2014            | 23 | Gry i zabawy                 |
|                       |    |                              |
| 06.06.2014            | 24 | Być jak Gabrysia Trzaskalska |
|                       |    |                              |
| 13.06.2014            | 25 | Szansa                       |
|                       |    |                              |
| 13.06.2014            | 26 | Ja, Baron                    |